# Phoebe Snow
Phoebe Ann Laub (17 de julio de 1950 - 26 de abril de 2011), más conocida por su nombre artístico, Phoebe Snow, fue una vocalista y cantautora estadounidense, descrita por The New York Times como una "contralto basado en el rugido del blues y capaz de abarcar cuatro octavas.".

## Biografía

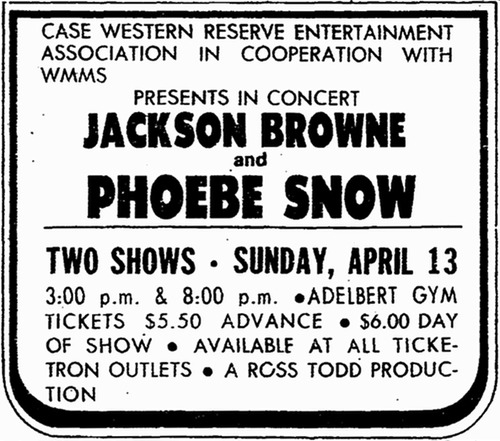
Anuncio para un concierto en 1975 de Jackson Browne y Phoebe Snow.

Nacida en New York City, New York, su álbum debut, producido por Phil Ramone, contó con Zoot Sims, Ron Carter, Teddy Wilson, Steve Gadd y Bob James, entre otros, mientras que su segundo álbum, también producido por Ramone, contó con algunos de los más cotizados músicos de sesión de la época, incluyendo además de Ron Carter y Steve Gadd, de nuevo, a Don Grolnick, Tony Levin, Ralph MacDonald, Hugh McCracken,  Jerome Richardson, David Sanborn, Grady Tate, Richard Tee y John Tropea.

## Discografía
- 1974: Phoebe Snow (Oro[4])
- 1976: Second Childhood
- 1976: It Looks Like Snow
- 1977: Never Letting Go
- 1978: Against the Grain
- 1981: The Best of Phoebe Snow
- 1981: Rock Away
- 1989: Something Real
- 1991: The New York Rock and Soul Revue: Live at the Beacon
- 1994: Phoebe Snow (Gold Disc)
- 1995: P.S.
- 1995: Good News In Hard Times
- 1998: I Can't Complain
- 2002: Very Best of Phoebe Snow
- 2003: Natural Wonder
- 2008: Live